# Gemellipora adherens
Gemellipora adherens is een mosdiertjessoort uit de familie van de Pasytheidae. De wetenschappelijke naam van de soort is voor het eerst geldig gepubliceerd in 1985 door Cook.